# Stéphane Mbia
Stéphane Mbia Etoundi (Yaoundé, 1986. május 20. –) kameruni válogatott labdarúgó, jelenleg  a kínai Sanghaj Senhua  játékosa. Posztját tekintve védekező középpályás.

## Sikerei, díjai
Marseille
- Francia bajnok (1): 2009–10
- Francia szuperkupagyőztes (2): 2010, 2011
- Francia ligakupagyőztes (3): 2009-10, 2010-11, 2011-12

Sevilla
- Európa-liga győztes (2): 2013–14, 2014–15